# Chapelle du Rouet
La chapelle du Rouet est située sur la commune de Carry-le-Rouet, département des Bouches-du-Rhône, région Provence-Alpes-Côte d'Azur. Son véritable nom est chapelle Notre-Dame-de-l’Assomption.

## Histoire
La chapelle du Rouet fut construite en 1653, date inscrite sur le linteau de la porte, puis détruite et reconstruite en 1877.

## Situation
Située sur le cap de la Vierge, à l’est de la plage du Rouet, la chapelle domine la rade de Marseille et constitue un poste d’observation privilégié.
On y célèbre chaque année, le 8 septembre, pour la fête de la Nativité de Marie, la bénédiction de la mer et des bateaux.